# Berlin-Hellersdorf
Berlin-Hellersdorf [ˈhɛlɐsdɔʁf]  est un quartier de Berlin, faisant partie de l'arrondissement de Marzahn-Hellersdorf. L'ancien village a été intégré à Berlin lors de la réforme territoriale du Grand Berlin le 1er octobre 1920. Jusqu'à la réforme de l'administration de 2001, il constituait l'ancien district de Hellersdorf réunissant les actuels quartiers de Hellersdorf, de Kaulsdorf et de Mahlsdorf. Pendant la séparation de la ville, ce district faisait partie de Berlin-Est. Il fusionna avec le district de Marzahn pour former l'arrondissement actuel.

## Géographie

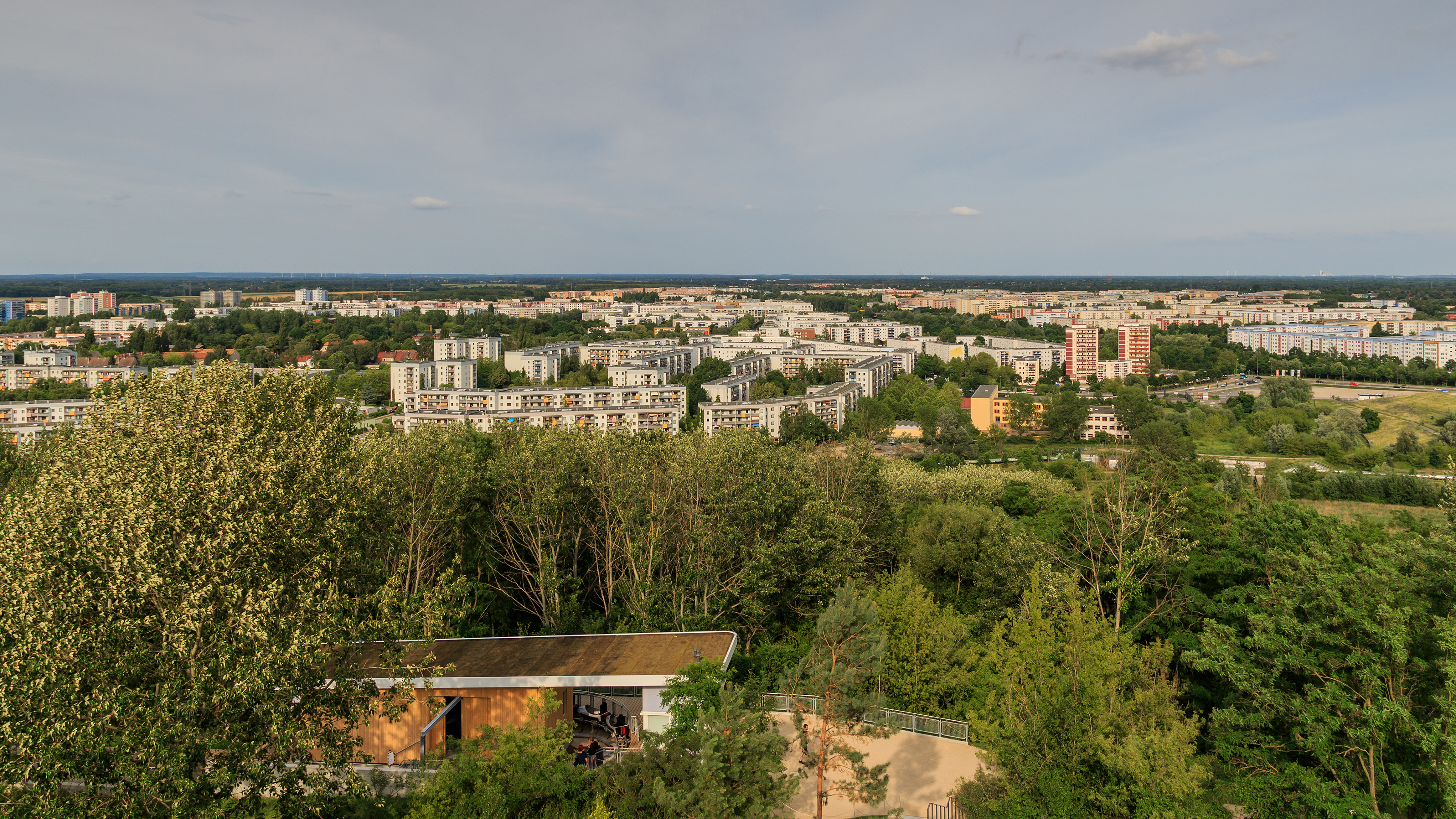
Vue sur Hellersdorf.

Le quartier de Hellersdorf se trouve sur le plateau de Barnim qui s'élève au nord-est de la vallée de la Sprée. La vallée de la rivière Wuhle forme la limite occidentale avec les quartiers de Marzahn, de Kaulsdorf et de Biesdorf. Au sud, Hellersdorf est limitrophe des quartiers de Kaulsdorf et de Mahlsdorf ; au nord et à l'est sa limite, qui est aussi celle du land de Berlin, borde le land de Brandebourg.
La ligne 5 du métro de Berlin, avec plusieurs stations, traverse le quartier. Celui-ci est marqué par de grands ensembles d'immeubles d'habitation (Plattenbauten) construits dans les années 1980.

## Population
Le quartier comptait 79 630 habitants le 1er janvier 2017 selon le registre des déclarations domiciliaires.

## Transport

### Gare de S-Bahn
Ligne de Prusse-Orientale  : 
Berlin Wuhletal

### Stations de métro
:
Wuhletal
Kaulsdorf-Nord
Kienberg
Cottbusser Platz
Hellersdorf (métro de Berlin)
Louis-Lewin-Straße
Hönow